# 科爾頓 (伊利諾伊州)
科爾頓（英語：Coalton）是位於美國伊利諾伊州蒙哥馬利縣的一個村落。

## 地理
科爾頓的座標為39°17′07″N 89°18′04″W / 39.28528°N 89.30111°W，而該地最高點為海拔高度202米（即663英尺）。

## 人口
根據2010年美國人口普查的數據，科爾頓的面積為1.38平方千米，當中陸地面積為1.38平方千米，而水域面積為0.00平方千米。當地共有人口304人，而人口密度為每平方千米220人。